# Pays de Gex
Pays de Gex – rejon geograficzny i historyczny w departamencie Ain, we wschodniej Francji, między pierwszym łańcuchem gór Jura a kantonami Genewa i Vaud. Nazwany tak od miasta Gex. Swoimi granicami odpowiada w przybliżeniu obszarowi okręgowi (arrondissement) Gex.
W średniowieczu należał do hrabstwa Genewy, a potem do Sabaudii. 17 stycznia 1601 na mocy traktatu z Lyon znalazł się w granicach Francji. Do rewolucji francuskiej należał do prowincji Burgundia. Po Kongresie wiedeńskim (1815) 6 gmin zostało włączonych do kantonu Genewa.
Rejon jest bardzo silnie powiązany gospodarczo z sąsiednią Szwajcarią. Nadgraniczne gminy okręgu Gex zaliczane są nawet do genewskiej aglomeracji. Zaś centrum CERN oraz genewskie lotnisko znajdują się częściowo na terenie Pays de Gex.